# Шейна (Плесецкий район)
Шейна — деревня в Плесецком районе Архангельской области России. Входит в Конёвское сельское поселение.

## Название
Прежнее название — деревня Шеина.

## География
Находится на западе области, в южной части района, на левом берегу реки Онега, напротив деревни Кувакино, расположенной на правом берегу. До деревни Шуреньга, где имеется паромная переправа, 1 км по автомобильной дороге. До ближайшей железнодорожной станции Наволок Заонежской железной дороги (пгт Оксовский) — 65 км по автодорогам. По автомобильным дорогам Р1 и М8 до Архангельска более 400 км. До районного центра посёлка Плесецк — 70 км.

## История
Упоминается в оброчной книге 1696 года.
В 1785 году вся Красновская волость, в составе которой была деревня Шеина, перешла из Каргопольского уезда в состав вновь образованного Пудожского уезда — с пятилетним перерывом (в период царствования Павла I) — до 1922 года. 

## Население
| 2002 | 2010 | 2012 |
| ---- | ---- | ---- |
| 0    | ↗1   | ↗2   |

К 1904 году в деревне насчитывалось 246 жителей.
На 1.01.2010 числилось 2 человека.

## Инфраструктура
Личное подсобное хозяйство с зоной сельскохозяйственного использования, индивидуальная застройка усадебного типа. К 1904 году в деревне насчитывалось 49 домов.

### Карты
- Топографическая карта P-37-67,68. Конёво. Масштаб 1:100000 (в 1 см 1 км)